# ابراهیم‌آباد (مرودشت)
ابراهیم‌آباد (مرودشت)، روستایی از توابع بخش درودزن شهرستان مرودشت در استان فارس ایران است.

## جمعیت
این روستا در دهستان رامجرد دو قرار دارد و براساس سرشماری مرکز آمار ایران در سال ۱۳۸۵، جمعیت آن ۳۳۱ نفر (۹۰خانوار) بوده‌است.